# Batty boy
Batty boy ook wel Battie boy of Bati boy is een negatieve term die wordt gebruikt om homo's mee te benoemen. De aanduiding Batty boy wordt vooral gebruikt in Jamaica, Suriname en in Belize.
Vanuit die landen is de term Batty boy naar Europa komen overwaaien; zij is nu vooral populair in Engeland. In de film van Ali G wordt de term veel gebruikt. 
Ook in Nederland en België werd de term gebruikt, bijvoorbeeld als bijnaam. Hier werd de term voornamelijk toebedeeld aan jongeren die ter wille van hun uiterlijk of gedrag werden beschouwd als een niet-alpha. De negatieve connotatie van weleer duikt hier ook wederom op, al is er geen sprake van een traditie. Het komt ook voor in straattaal, als een leenwoord vanuit het Sranantongo